# Fossombronia maritima
Fossombronia maritima là một loài Rêu trong họ Fossombroniaceae. Loài này được (Paton) Paton mô tả khoa học đầu tiên năm 1994.